# Oxford, Ohio
Oxford este un oraș în Comitatul Butler, Ohio, Statele Unite ale Americii. Populația era 23,035 la recensământul din 2020.  Un oraș universitar, Oxford a fost fondat ca o casă pentru Universitatea Miami și se află în partea de sud-vest a statului la aproximativ 40 mile (64 km) la nord-vest de Cincinnati și 40 mile (64 km) la sud-vest de Dayton. În 2014, Oxford a fost evaluat de Forbes drept „cel mai bun oraș universitar” din Statele Unite, pe baza unui procent ridicat de studenți pe cap de locuitor și a locurilor de muncă cu fracțiune de normă și a unui număr scăzut de exodul creierelor. Este o parte a zonei metropolitane Cincinnati.